# Suzana Ardeleanu
Suzana Ardeleanu (nacida como Suzana Tași, Satu Mare, 8 de marzo de 1946) es una deportista rumana que compitió en esgrima, especialista en la modalidad de florete. Ganó siete medallas en el Campeonato Mundial de Esgrima entre los años 1965 y 1978.

## Palmarés internacional
| Campeonato Mundial | Campeonato Mundial       | Campeonato Mundial | Campeonato Mundial  |
| Año                | Lugar                    | Medalla            | Prueba              |
| ------------------ | ------------------------ | ------------------ | ------------------- |
| 1965               | París (Francia)          | Medalla de plata   | Florete por equipos |
| 1969               | La Habana (Cuba)         | Medalla de oro     | Florete por equipos |
| 1973               | Gotemburgo (Suecia)      | Medalla de bronce  | Florete por equipos |
| 1974               | Grenoble (Francia)       | Medalla de bronce  | Florete por equipos |
| 1975               | Budapest (Hungría)       | Medalla de bronce  | Florete por equipos |
| 1977               | Buenos Aires (Argentina) | Medalla de bronce  | Florete por equipos |
| 1978               | Hamburgo (RFA)           | Medalla de bronce  | Florete por equipos |